# Ewald Daub
Ewald Daub (* 13. Oktober 1889 in Braunschweig; † 4. November 1946 in Berlin) war ein deutscher Kameramann und in dieser Funktion an deutschen und österreichischen Filmen von den 1910er- bis in die 1940er-Jahre beteiligt. 

## Leben
Der Vollwaise Ewald Daub wuchs bis zu seinem fünften Lebensjahr bei Pflegeeltern und dann im Waisenhaus auf. Er absolvierte eine Fotoausbildung sowie eine kaufmännische Lehre und arbeitete als Kaufmann zunächst in Blumenau (Brasilien). 1911 kam er nach Berlin in das Kopierwerk Tesch & Geyer, wo er die technischen Grundsätze der Kinematographie erlernte.
Nach Volontariaten wurde er 1914 einberufen und diente dem Bild- und Filmamt als Kameramann in der Funktion eines Kriegsberichterstatters an verschiedenen Frontabschnitten. 1918 waren seine Aufnahmen auch in Oskar Messters Wochenschau zu sehen.
1919 begann Daubs Karriere als Spielfilm-Kameramann. Er arbeitete mit vielen verschiedenen Regisseuren zusammen. Ab 1928 war er ständiger Partner von Harry Piel, dessen Sensationsfilme ihm erhebliche handwerkliche und tricktechnische Fertigkeiten abverlangten. Da Piel stets zugleich als Hauptdarsteller agierte, übernahm Daub faktisch die Position eines Co-Regisseurs.
1935 trennte sich Daub von Piel, 1938 ging er mit der Terra Film einen langjährigen Vertrag ein. Er war vor allem für die Rühmann-Herstellungsgruppe der Terra verantwortlich und drehte mehrere Filme mit dem Hauptdarsteller Heinz Rühmann, darunter auch dessen populäre Feuerzangenbowle (1944).
Nach Kriegsende richtete er in Berlin-Lichterfelde ein Fotoatelier ein und drehte einen letzten Dokumentarfilm. Dann verschlimmerte sich ein altes Nierenleiden. Ewald Daub starb an den Folgen einer Operation.

## Filmografie
- 1919: Das Nachttelegramm
- 1920: Der Ruf aus dem Jenseits
- 1921: Miß Venus
- 1921: Der Bagnosträfling
- 1921: Ein Fest auf Haderslevhuus
- 1922: Sterbende Völker (2 Teile)
- 1922: Liebe, Tor und Teufel
- 1922: Jenseits des Stromes
- 1923: Martin Luther
- 1923: Zwischen Flammen und Bestien
- 1923: Das Wirtshaus im Spessart
- 1924: Helena (2 Teile)
- 1924: Mädchen, die man nicht heiratet
- 1924: Die Brigantin von New York
- 1925: Der Mann im Sattel
- 1925: Liebesgeschichten
- 1925: Hochstapler wider Willen
- 1926: Unsere Emden
- 1927: Die von der Sanitätskolonne
- 1927: Der Millionenraub im Riviera-Expreß
- 1927: Feme
- 1927: Lützows wilde verwegene Jagd
- 1927: Gauner im Frack
- 1927: Eheskandal im Hause Fromont jun. und Risler sen.
- 1928: Panik
- 1928: Der Weltkrieg, 2. Teil – Des Volkes Not
- 1928: Seine stärkste Waffe
- 1928: Mann gegen Mann
- 1928: Unmoral
- 1929: Sein bester Freund
- 1929: Männer ohne Beruf
- 1929: Die Mitternachts-Taxe
- 1930: Achtung! – Auto-Diebe!
- 1930: Menschen im Feuer
- 1930: Er oder ich
- 1931: Der Hauptmann von Köpenick
- 1931: Schatten der Unterwelt
- 1931: Purpur und Waschblau
- 1931: Ausflug ins Leben
- 1932: Der Geheimagent
- 1932: Das Schiff ohne Hafen
- 1932: Gehetzte Menschen
- 1932: Jonny stiehlt Europa
- 1932: Grün ist die Heide
- 1933: Ganovenehre
- 1933: Sag' mir, wer Du bist
- 1933: Sprung in den Abgrund
- 1933: Ein Unsichtbarer geht durch die Stadt
- 1933: Kleiner Mann – was nun?
- 1933: Schwarzwaldmädel
- 1934: Alles hört auf mein Kommando
- 1934: Die Finanzen des Großherzogs
- 1934: Gern hab' ich die Frau'n geküßt
- 1934: Der Weg Carl Maria von Webers
- 1934: Die Liebe siegt
- 1934: De Witte
- 1934: Die Welt ohne Maske
- 1934: Der Herr der Welt
- 1934: Aufforderung zum Tanz
- 1935: Alleen voor U
- 1935: Michel Strogoff
- 1935: Artisten
- 1935: Der Außenseiter
- 1935: Endstation
- 1935: Der Vogelhändler
- 1936: Der Kurier des Zaren
- 1936: Der Bettelstudent
- 1936: Eine Frau ohne Bedeutung
- 1936: Intermezzo
- 1936: Blinde Passagiere
- 1936: Gordian, der Tyrann
- 1937: Das indische Grabmal
- 1937: Der Tiger von Eschnapur
- 1938: Fünf Millionen suchen einen Erben
- 1938: Tanz auf dem Vulkan
- 1938: Andere Länder, andere Sitten
- 1938: Angenehme Ruhe
- 1938: Der Skarabäus
- 1938: Wer bist Du?
- 1938: Ida
- 1939: Der falsche Admiral
- 1939: Das Menuett des Boccherini
- 1939: Das Schwert des Damokles
- 1939: Der Dorfbarbier
- 1939: Familie auf Bestellung
- 1939: Männer müssen so sein
- 1939: Maria Ilona
- 1939: Der Schritt vom Wege
- 1939: Der  Weg zu Isabell
- 1940: Lauter Liebe
- 1940: Kleider machen Leute
- 1940: Der liebe Besuch
- 1941: Die schwedische Nachtigall
- 1942: Andreas Schlüter
- 1943: Wenn die Sonne wieder scheint
- 1943/47: Quax in Afrika
- 1944: Die Feuerzangenbowle
- 1944: Der Engel mit dem Saitenspiel
- 1946: Eugen Onegin (Dokumentarfilm)